# Kakeroma-jima
Kakeroma-jima (加計呂麻島) est une île de la mer de Chine orientale, au nord d'Okinawa, d'une superficie de 77,2 km2. Elle fait partie des îles Amami dans l'archipel Nansei. Administrativement, elle appartient au district d'Ōshima dans la préfecture de Kagoshima. L'île fait partie du bourg de Setouchi.

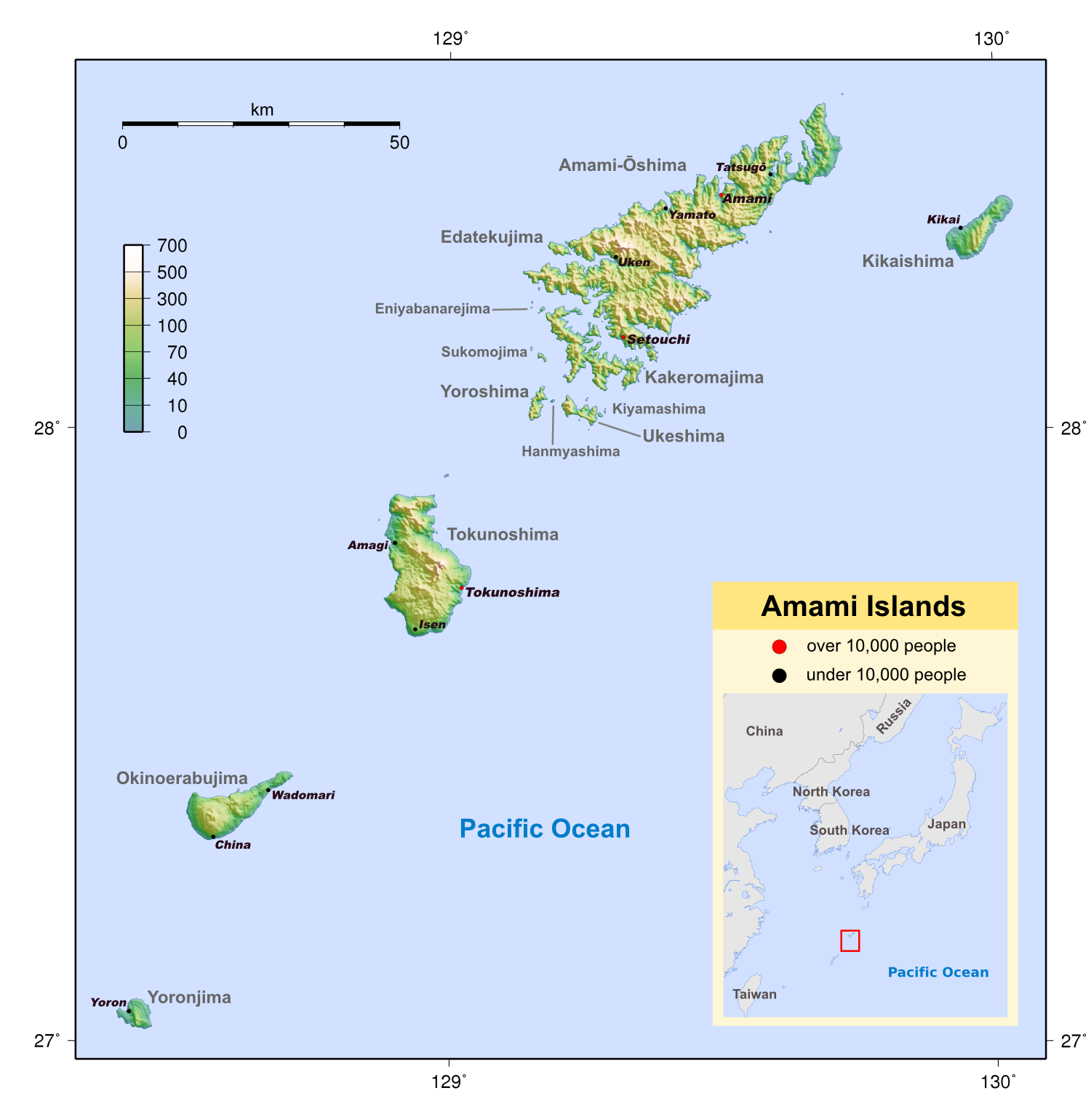
Situation de Kakeromajima dans les îles Amami.

On y parle l'amami du Sud qui fait partie des langues ryūkyū. Le linguiste Tadashi Kanehisa a particulièrement étudié ce dialecte.

## Démographie
En août 2006, l'île comptait 934 foyers pour une population de 1 601 personnes.